# Misión Nuestra Señora del Espíritu Santo de Zúñiga
La Misión Nuestra Señora del Espíritu Santo de Zúñiga, también conocida como Misión Aranama o Misión La Bahía, es una misión novohispana del siglo XVIII situada en Goliad, Texas, EE. UU.
Junto al presidio de La Bahía forma parte del Parque Estatal y Sitio Histórico de Goliad.

## Historia
Se trató de la tercera fundación de la misión franciscana, tras la primera misión establecida en 1722 en la bahía de Matagorda y la segunda a orillas del río Guadalupe en 1726. Su nombre se debe al virrey Baltasar de Zúñiga y Guzmán.
La misión de 1722 fue establecida cerca del Fuerte Saint Louis de La Salle en Garcitas Creek y fue fundada conjuntamente junto al presidio. Fue fundada durante la gran expedición del marqués de Aguayo y tenía como propósito asegurar la soberanía española del territorio frente a los intentos anexionistas franceses desde La Luisiana francesa con una labor misional entre los indios Karankawa, Cocos, Copanes y Cujanes. El museo Coastal Bend de Victoria mantiene los testimonios de esta misión. 
En 1726 se produjo al segunda fundación en Mission Valley para los indios los indios Tamique y Aranama. Son testimonio de su importante actividad agrícola y ganadera de la misión la red de presas y acequias para el riego, una casa de pastores en Tonkawa Bank y el rancho Fernando de León. La misión fue trasladada en 1749 al área de influencia San Antonio de Béxar (actual San Antonio) estableciéndose en el actual Goliad junto al río San Antonio para respaldar esta región ante la amenaza inglesa y francesa.
La actual misión en Goliad se fundó en 1749. Se construyó un muro defensivo, las viviendas de los padres misioneros, instalaciones auxiliares como los pajares o  la herrería, y jacales de adobe. Los indios de la misión fueron los Aranama, Piguique, Manos de Perro, Tamique, Tawakoni y Tonkawa. Junto a la misión se estableció también el presidio de La Bahía.
La misión se convirtió en el primer gran rancho ganadero de Texas, con cerca de 40.000 cabezas de ganado en 1778, su época de máximo esplendor. El principal ganado eran las vacas longhorn y los caballos mustangs de Texas, manejados por vaqueros indios, con los que se comerciaba en toda Texas y el oeste de Luisiana. La producción agrícola de verduras y frutales fue asimismo notable.
Tras un intento de secularización en 1794, los padres franciscanos continuaron con la misión, que finalmente fue secularizada en 1830 en época de la Texas Mexicana. Los terrenos fueron parcelados y vendidos y gran parte de la misión fue desmontada y su material reutilizado para nuevas construcciones. 
Los edificios supervivientes tuvieron usos diversos posteriores hasta su abandono durante el último tercio del siglo XIX.

## Descripción
En 1931 se inauguró el Parque Estatal Goliad y en 1933 se llevaron a cabo trabajos de reconstrucción de la capilla y el pajar con las indicaciones del Servicio de Parques Nacionales y del arquitecto de San Antonio Atlee Ayres. En 1935 y 1941 la Works Progress Administration realizó nuevos trabajos de restauración. Además, en 1960 y 1980 se llevaron a cabo las obras que restauraron la apariencia de la misión a la que tenía en 1749.
Se inscribió en el Registro Nacional de Lugares Históricos el 22 de agosto de 1977. Actualmente, el parque es operado por el Departamento de Parques y Vida Silvestre de Texas .

## enlaces externos
- Wikimedia Commons alberga una galería multimedia sobre Misión Nuestra Señora del Espíritu Santo de Zúñiga.

- Datos: Q6878659
- Multimedia: Mission Nuestra Señora del Espíritu Santo de Zúñiga / Q6878659